# 烏斯利 (喬治亞州)
烏斯利（英語：Ousley）是位於美國喬治亞州朗茲縣的一個非建制地區。該地的面積和人口皆未知。

## 地理
烏斯利的座標為30°47′40″N 83°25′51″W / 30.79444°N 83.43083°W，而該地的平均海拔高度為46米（即151英尺）。